# M1 Garand
M1 Garand (oficiálně značená United States Rifle, Caliber .30, M1, později Rifle, Caliber .30, M1 a zkráceně US Rifle, Cal. .30, M1) je poloautomatická puška používající náboj .30-06 Springfield, která byla standardní americkou služební puškou během druhé světové války a korejské války a také v omezené míře během války ve Vietnamu. Většina pušek M1 byla vydána americkým silám, ačkoli stovky tisíc byly poskytnuty také jako zahraniční pomoc americkým spojencům. Garand stále používají cvičné týmy a vojenské čestné stráže. Dále je široce používána civilisty k lovu, střelbě na terč a jako sběratelská zbraň.
Puška M1 název dostala po kanadsko-americkém konstruktérovi Johnu Garandovi. Jednalo se o první standardní samonabíjecí vojenskou pušku. Podle většiny záznamů si puška M1 vedla dobře. Generál George S. Patton jej nazval „největším bitevním nástrojem, jaký kdy byl vytvořen“. M1 v roce 1936 nahradila standardní americké pěchotní opakovací pušky M1903 Springfield, a sama byla 26. března 1958 nahrazena puškou M14.
Puška byla během druhé světové války používána jako standardní pěchotní puška americké armády a od roku 1941 i Sboru námořní pěchoty Spojených států, kam ale vzhledem k pomalu se rozjíždějící výrobě začala ve větších počtech přicházet až od poloviny roku 1943. Na konci 50. let byla nahrazena ve výzbroji puškou M14. To však neznamenalo konec její kariéry, neboť byla ve značných počtech poskytována v rámci americké vojenské pomoci mnohým státům světa. Od roku 1944 se pušky Garand repasovaly a licenčně vyráběly v Itálii. V rukou vojáků Vietnamské republiky se zbraň zúčastnila ještě prvních fází bojů proti Vietkongu.

## Vznik
Puška M1 Garand byla vyvinuta konstruktérem Springfieldské státní zbrojovky Johnem C. Garandem během dvacátých a třicátých let. Do výzbroje byla jako United States Rifle, Caliber .30, M1 oficiálně přijata již v roce 1932, ale do řadové služby v americké armádě byla zavedena až v roce 1936.
Původní prototypy existovaly v ráži .276 Pedersen, ale z důvodů usnadnění logistiky ozbrojených sil v době vzrůstajícího nebezpečí ozbrojeného konfliktu koncem třicátých let (výroba náboje .30-06 byla zaběhnutá, vojáci i výrobci znali perfektně jeho vlastnosti a ve vojenských skladech existovaly značné zásoby munice této ráže, ve výzbroji se navíc nacházely jiné zbraně komorované pro tento náboj) bylo rozhodnuto sériové kusy vyrábět v tehdy standardní ráži ručních zbraní americké armády .30-06 Springfield. To si vyžádalo i snížení kapacity nábojové schránky z původních deseti na osm nábojů, jinak by nábojová schránka vyčnívala z dolní části pažby.

## Konstrukce

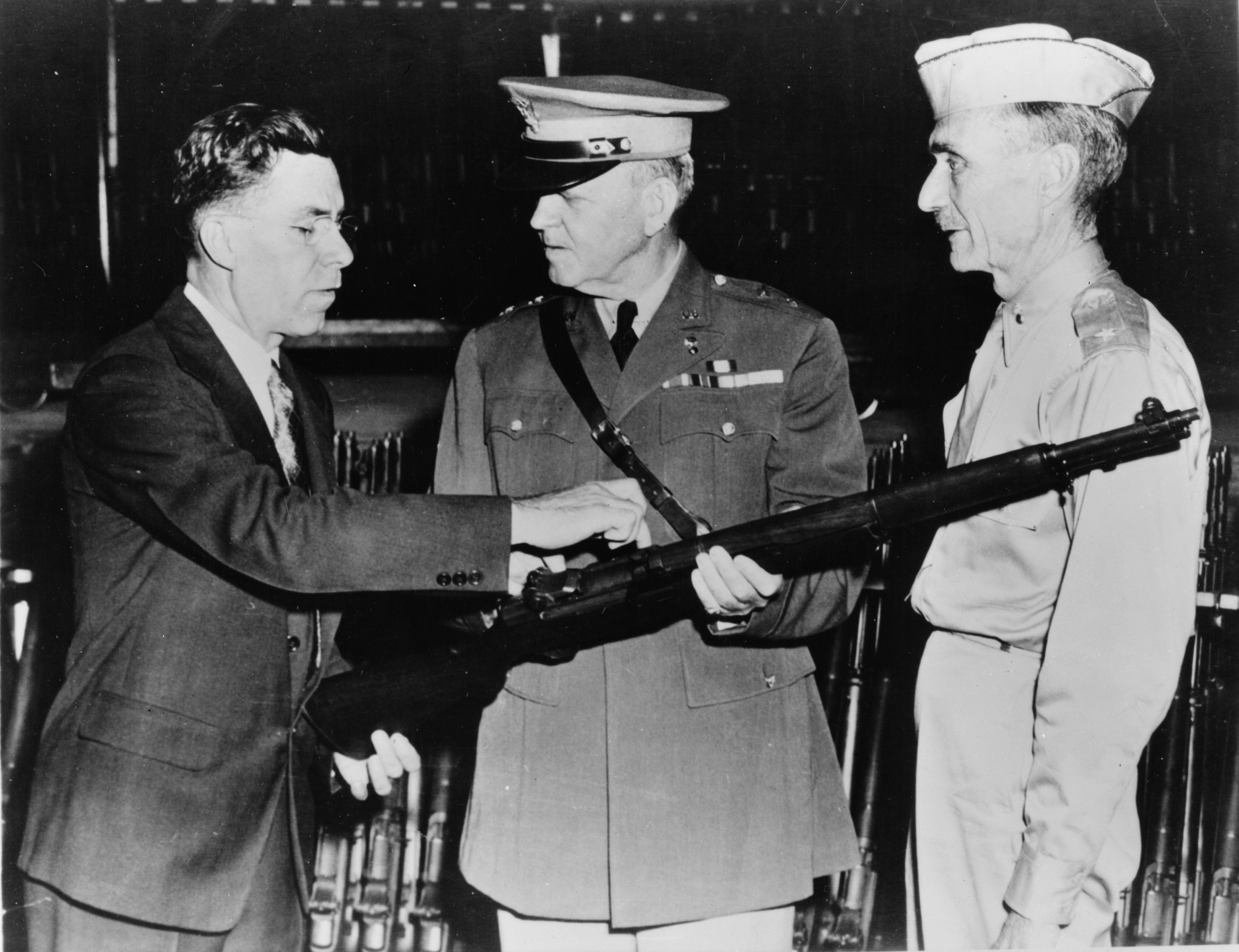
John Garand předvádí pušku americkým důstojníkům

M1 Garand je samonabíjecí puška fungující na principu odběru plynů z hlavně, které jsou odváděny plynovým válcem umístěným pod hlavní, a tlačí na píst, zakončený nástavcem, který posouvá nosičem závorníku. Ten pak prostřednictvím tvarované drážky otáčí samotným závorníkem, čímž zajišťuje odemykání a uzamykání závěru. Závorník zasunuje náboje do nábojové komory, závěr jako celek pak při posunu vzad napíná bicí mechanismus a stlačuje předsuvnou pružinu. Původní varianta zařízení k odběru spalných plynů, používající k zachycování plynů speciální nástavec (clonu) na ústí hlavně se nazývá "Gas Trap Model" ("lapač plynů"), ale zařízení se velmi obtížně čistilo a navíc docházelo k rychlému vypalování vývrtu při ústí hlavně (jak vědí zkušení střelci, na stavu ústí hlavně naprosto zásadně závisí přesnost střelby). Brzy po zahájení výroby přešla v únoru 1940 produkce na variantu "Gas Port Model" (s odvodem plynů), armádou přijatou už v říjnu 1939, u níž byl odběr plynů zajišťován plynovým kanálkem o průměru 2 mm spojující hlaveň a plynový válec ve vzdálenosti 38 mm před ústím hlavně. Současně byla u této varianty prodloužena hlaveň o dva palce na celkových 24 palců. Mimo prvních 50.000 kusů náleží naprostá většina produkce M1 Garand k variantě „Gas Port“, na kterou byla během války přepracována během oprav i řada původních pušek.
Náboje jsou podávány z nábojové schránky, doplňované nábojovými rámečky na osm nábojů.

### Nabíjení

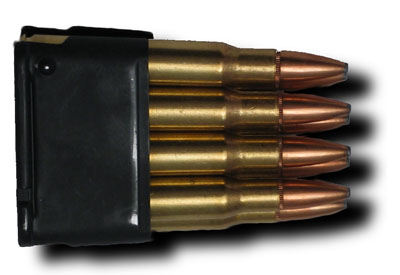
Nábojový rámeček (anglicky en bloc clip) pušky M1

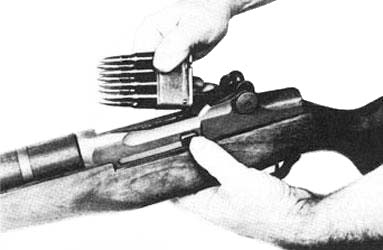
Vkládání rámečku

Nabíjet je možné jen nábojové rámečky a armádní předpisy preferovaly nenabíjet nový rámeček před vystřelením všech nábojů ve schránce, ačkoli i to bylo možné. Není vyloučené ani dobití jednotlivých nábojů do rámečku ve schránce, ačkoliv jde o mimořádně složitou operaci - jedna ruka musí stáhnout závěr dozadu a druhá vtlačit náboje do rámečku. Rámečky se však distribuovaly k jednotkám již naplněné náboji (vojáci je fasovali uložené v jednoduchém plátěném bandalíru, který si mohli přehodit přes rameno nebo upnout kolem pasu) a považovaly se za spotřební materiál - byly tedy na jedno použití a do skladů se nevracely. Horší je, že bez přítomnosti rámečku se puška stává jednorannou zbraní, rámeček je z funkčního hlediska nezbytnou součástí zásobovacího zařízení a nábojová schránka bez něj není k ničemu. Přes uvedené výhrady však samonabíjecí funkce spolu s rámečkovým nabíjením zajišťovala na svou dobu nevídanou rychlost palby (cca 2 - 2,5x větší než u opakovaček Mauser).
Po vystřelení posledního náboje dojde automaticky k vymrštění rámečku ze schránky. Tento zvuk mohl být za některých okolností demaskující, ale někteří vojáci se této nevýhody naučili využívat - zahazovali prázdné nábojové rámečky aby zmátli nepřítele, který si myslel že nabíjí. Celá řada veteránů 2. světové války a bojů v Koreji však tvrdí, že se zmíněným zvukem neměli žádné skutečné obtíže. Není se čemu divit, v rachotu bitvy není často slyšet ani vlastní slovo, natož tenké cinknutí plechového rámečku.

## Výkony

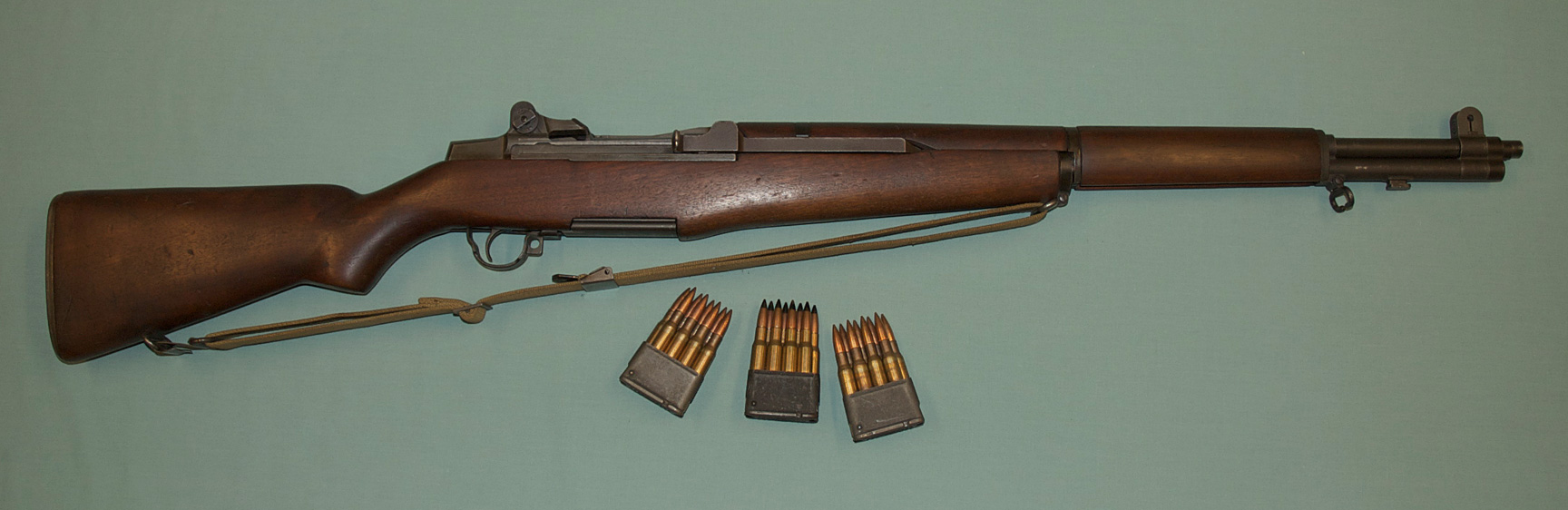
M1 Garand s nábojovými rámečky

Puška byla odolná a kvalitní, vydržela i v náročných podmínkách. Její samonabíjecí funkce podstatně zvyšovala kadenci střelby oproti tehdy běžným opakovačkám a tím i palebnou sílu pěšího družstva, zejména v podmínkách druhé světové války, kdy americká armáda byla jediná, která měla samonabíjecí pušku zavedenu v širokém měřítku. To bylo značnou výhodou, zvláště při absenci lehkého kulometu srovnatelných parametrů s německými nebo britskými typy ve výzbroji americké armády, kterou tato skutečnost kompenzovala. Použitý náboj byl i na vojenské poměry mimořádně výkonný a přesný, příslušníci americké armády a námořní pěchoty bojující na tichomořských ostrovech například brzy zjistili, že kmeny palem neposkytují jejich japonským protivníkům žádanou ochranu. Celoplášťová střela o hmotnosti 180 grs (11,65 gramu) měla dostatečnou průbojnost, aby prostřelila průměrně vzrostlý palmový kmen a usmrtila člověka za ním schovaného.

## Příslušenství
M1 Garand mohla používat několik typů bajonetů, jak M1905 určený původně pro pušku M1903, tak nově vyvinutý M1942, oba o délce čepele 40 centimetrů. Na pušku bylo možno nasadit granátometný nástavec M7 pro střelbu puškových granátů, zaměřovanou nasaditelnými mířidly M15, avšak granát z něj byl vymetán vystřelením cvičného ("slepého") náboje, a vzhledem k složitému systému nabíjení (před střelbou bylo nutno vyjmout rámeček a vložit nový s tímto speciálním nábojem) nebyl granátomet M7 příliš populární a pro střelbu puškových granátů byla nadále většinou používána puška M1903. Existovaly celkem tři varianty plynového nástavce pušek Garand - na nejstarší, které neměly v čele nástavce kuželový ventil, nebylo možno granátomet nasadit. Druhá varianta měla plynový přepouštěcí ventil kuželového tvaru, který se otevřel nasazením granátometu na ústí hlavně a po jeho sejmutí se opět uzavřel (zatlačením kuželu) tlakem plynů při následujícím výstřelu. U třetí, nejmodernější varianty byl kužel ventilu odpružený a po sejmutí granátometu se uzavřel okamžitě, tlakem pružiny umístěné v nástavci.
U odstřelovacích variant M1C a M1D bylo možno nasadit teleskopický zaměřovač M84.

## Pozdější vývoj

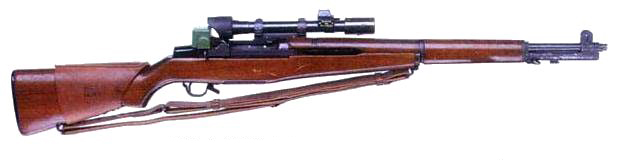
Rifle, Cal. 30, M1C s puškohledem M84 a chráničem hledí

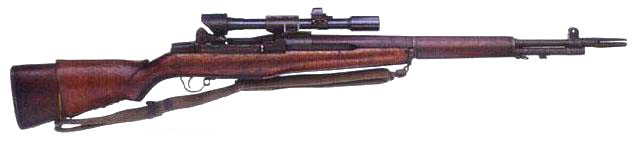
Rifle, Cal. 30, M1D s puškohledem M84 a tlumičem plamene T-37

V červnu 1944 byla do výzbroje zavedena odstřelovací varianta M1C.
Italská firma Beretta vyráběla v poválečném období tuto pušku jako Modello 1952 pro náboj 7,62x51mm, později z něj vyvinula vlastní pušku Modello 59, s oddělitelným schránkovým zásobníkem. Prakticky stejnou cestou vznikla ve Spojených státech automatická puška M 14 pro náboj 7,62x51, která z konstrukčního hlediska představuje jen o málo více než přerážovaný Garand s nasazovacím zásobníkem na 20 nábojů, doplněný úsťovým nástavcem (kompenzátorem zdvihu) a plně automatickou funkcí.

## Současnost
V současné době je M1 Garand buď sběratelskou - zejména zachované kusy v provedení Gas Trap Model - řidčeji pak loveckou nebo sportovní zbraní. Do dnešní doby je užíván ceremoniální četou USMC.

## Uživatelé
- Spojené státy americké
- Japonsko
- Korejská republika
- Vietnamská republika
- Itálie
- Izrael
- Norsko
- Turecko
- Kuba
- Panama
- Argentina a jiné